# Parasericostoma ovale
Parasericostoma ovale là một loài Trichoptera trong họ Sericostomatidae. Chúng phân bố ở vùng Tân nhiệt đới.